# Steag de semnalizare

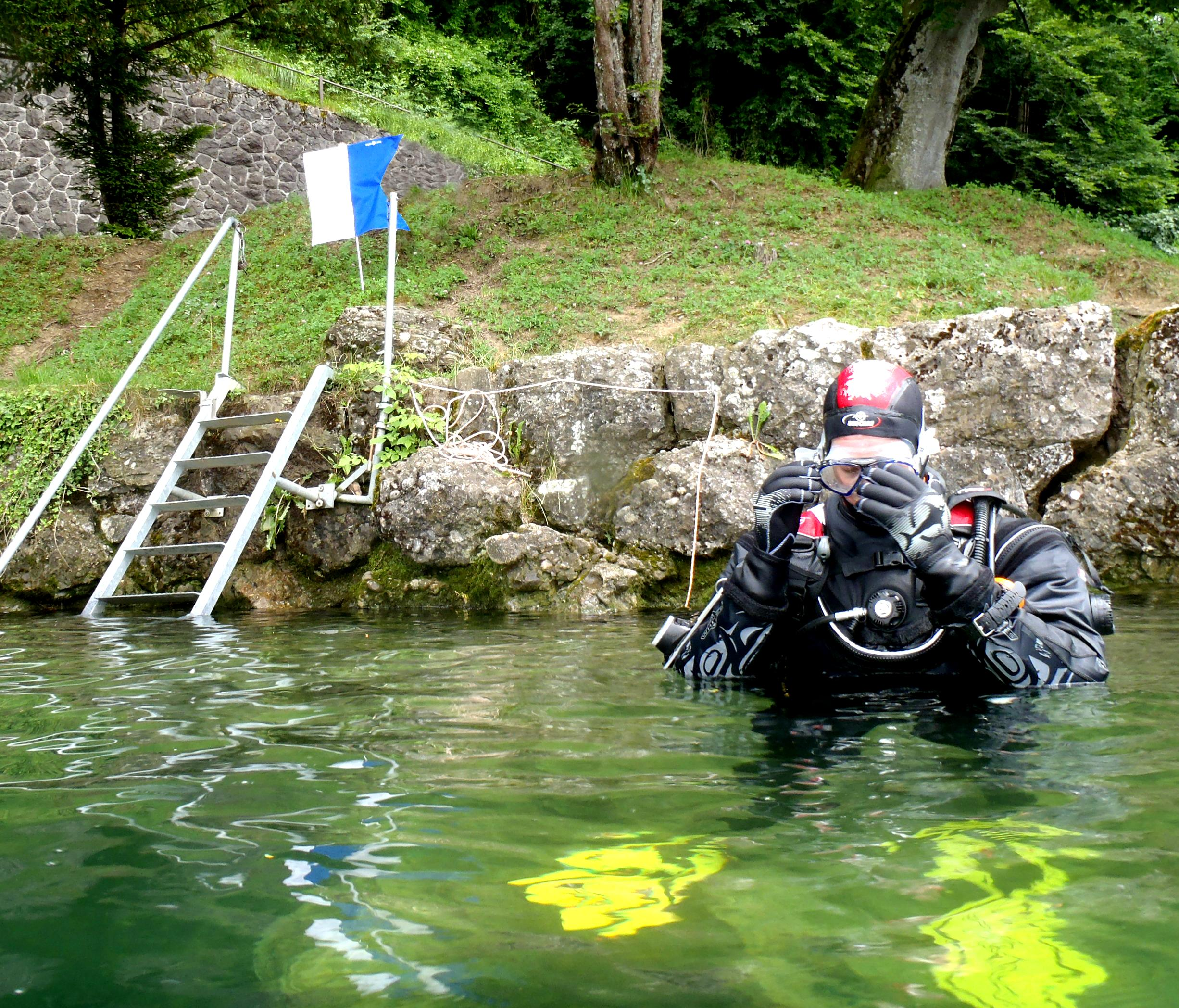
Scafandru cu steagul Alfa.

Steagul Alfa

Steagul de semnalizare

Steagul de semnalizare protejează echipa de scafandri avertizând ambarcațiunile că în zona respectivă se află scafandri sub apă. 
Steagul de semnalizare în scufundarea sportivă poate fi un steag roșu cu o bandă albă care-l traversează în diagonală. Steagul de semnalizare, este prins pe un braț cu o lungime de cel puțin 1 m, trebuie să aibă dimensiuni suficient de mari și să fie arborat la o înălțime cât mai mare, astfel încât să poată fi observat de la distanță mare, în orice condiții de vizibilitate atmosferică. Pentru scufundări de noapte există și steaguri de semnalizare fosforescente. 
Steagul „alfa“  este alb și albastru, în coadă de rândunică, cu un „V“ tăiat într-o parte. Acesta este un steag folosit în special pe ambarcațiunile suport pentru scufundare, avertizând prezența scafandrilor sub apă („Sacafandru în apă.Navigați cu viteză redusă”). Acest steag de semnalizare, aparținând codului internațional de semnale, este utilizat și în scufundarea profesională.
Steagurile de semnalizare a scufundării sunt amplasate de obicei pe un plutitor, care poate fi o geamandură, o plută, un tub gol, o barcă pneumatică, sau orice altă improvizație. Plutitorul trebuie să fie colorat pe întreaga suprafață laterală a părții emerse. Plutitorul pe care se fixează steagul de semnalizare poate fi folosit și ca o bază la suprafața apei, ca platformă pentru repaus sau pentru caz de urgență. Plutitorul poate fi prevăzut cu grătare și cu dispozitive de prindere pentru depozitarea elementelor de echipament.